# Dorna (okręg Kluż)
Dorna – wieś w Rumunii, w okręgu Kluż, w gminie Așchileu. W 2011 roku liczyła 44 mieszkańców.